# 황승환
황승환(黃承煥, 본명: 오승훈, 1971년 7월 24일 ~ )은 대한민국의 희극 배우이다.

## 생애
- 황승환은 1971년 7월 24일에 서울에서 1남 4녀 가운데 넷째로 태어났다.
- 특기는 만화 캐릭터 연기와 음반 리믹스 작업이다.
- 1995년에 KBS 공채 12기 개그맨으로 데뷔했다.
- 《개그콘서트》에서 봉숭아학당의 황마담을 비롯한 여장 남자 캐릭터를 맡은 것으로 유명하다.

- 황마담의 웨딩컨설팅 대표를 맡았고 엔터기술 부회장으로 역임하였다.
- 2006년 이후로는 개그 활동은 접고 웨딩 사업 활동에 열중했다.
- 하지만 무리한 사업 확장, 연대보증으로 인해 15억 원에 달하는 부채를 떠안으면서 파산 면책을 신청했고 2012년 12월 18일에는 주가 조작, 횡령, 배임 혐의로 여러 사람들과 함께 불구속 입건되기도 했다.[2] 2005년에는 탤런트 박윤현과 결혼했으나 2014년에 사업 실패의 후유증으로 인해 이혼했다.

황승환은 2016년 5월 31일에 진행된 뉴시스와의 인터뷰를 통해 서울특별시 강남구 논현동에 위치한 점집인 한국불교천불종 소울예언의집에서 여자 예언가 소울법주의 제자로 활동하고 있다고 밝혔다. 황승환은 인터뷰에서 자신이 묘덕선사(妙德禪師)라는 법명을 갖고 있다고 밝혔는데 이는 "미묘한 큰 덕으로 세상 사람들에게 좋은 안내자가 되라"는 뜻을 담고 있다.

## 사생활
황승환은 원래 친어머니와 조씨 성을 가진 친아버지 사이에서 태어난 3명의 누나들과는 이부남매였지만 친어머니가 오씨 성을 가진 생부와의 사이에서 사생아인 황승환을 낳고 이혼하게 된다. 황승환은 호적에 정식으로 등록되지 못했기 때문에 한동안 조승환이라는 이름으로 부르게 되었다.
황승환의 친어머니가 황씨 성을 가진 새아버지와 재혼한 이후에 7세 연하의 막내 여동생을 낳으면서 황승환은 새아버지 밑으로 호적을 등록하게 된다. 황승환은 1999년에 황씨 성을 가진 자신의 호적상의 새아버지를 상대로 법원에 친생자 부존재 심판을 제기했는데 황승환의 새아버지가 원고, 황승환이 피고, 황승환의 친어머니가 증인으로 각각 참여했다. 재판 결과 황승환은 황씨 성을 가진 호적상의 아버지의 아들이 아니라는 판결을 받았고 친아버지의 성씨를 따라 오승훈으로 개명하게 된다.

## 학력
- 영등포공업고등학교 졸업
- 유한대학교 금형설계학과 졸업

## 방송 활동

### TV
- KBS2 《코미디 일번지》 X세대 동작그만
- KBS2 《시사터치 코미디 파일》
- KBS2 《특명 3인의 천사》
- iTV 경인방송 《3일간의 사랑》
- KBS2 《이색극장 두 남자 이야기》
- KBS1 《가족오락관》
- KBS2 《개그콘서트》
- KBS2 《TV는 사랑을 싣고》
- KBS2 《쇼! 행운열차》
- KBS2 《코미디 파일》
- SBS 《러브 투나잇》
- SBS 《웃찾사》
- tvN 《코미디 X-1》
- SBS 《도전 1000곡》

### 라디오
- WBS 열린FM 원불교 원음방송 - 황마담의 엔돌핀 충전 →  황승환의 엔돌핀 충전
- WBS 열린FM 원불교 원음방송 - 황승환의 기분좋은 12시!

## 영화
- 공포 특공대

## 유행어
- 알~면서~, 내!!!~사~랑!!, 뭐야!이 자식아!' - 《개그콘서트 - 봉숭아학당》 (황마당 역할)
- 뭐긴 뭐야 이 자식아!, 알면서! - 《개그콘서트 - 몰래가중계》 (여장 형사 역할)

## 경력
- 2006년 ~ - 황마담의 웨딩 컨설팅 대표
- 엔터기술 부회장

## CF
- 2000년 해태제과 캔디 삼총사 (알사탕 & 부라보캔디 & 허브큐플러스) - 이병진, 김성규와 함께 출연
- 치킨나라

## 같이 보기
- 이홍렬
- 김준호
- 박준형
- 윤형빈